# Гонсалес Вера, Хосе Сантос
Хосе Сантос Гонсалес Вера (2 ноября 1897 - 27 февраля 1970) — чилийский писатель и литературный критик. Лауреат Национальной премии Чили по литературе 1950 года.

## Биография
Учился в лицее Валентина Летельера в Сантьяго, учёбу не кончил, бросив лицей, заработывая на хлеб работая учеником художника, официантом, парикмахером, рабочим литейного производства, клерком и др. в Вальпараисо.
Увлёкся идеями анархизма. В возрасте около 20 лет заинтересовался литературой. Познакомился с произведениями Максима Горького и теоретика анархизма Петра Кропоткина.
Стал основателем и соредактором журнала La Pluma y Numen, сотрудничал с газетой Федерации студенческой молодёжи при университете Чили, журналом Atenea.

## Творчество
Автор романа «Алуэ» (1928, рус. перевод 1974), автобиографической новеллы «Когда я был мальчишкой» (1956), сборника повестей «Незаметные жизни» (1923), сборника очерков «Эутрапелия» (1955), рассказов — «Копия и другие оригиналы» (1961), «Боязнь одиночества», эссе — «Некоторые» (1959).

## Избранные произведения
- El conventillo, 1918
- Vidas mínimas, 1923
- Alhué, 1928
- Cuando era muchacho, 1951
- Eutrapelia, 1955
- Algunos, 1959
- La copia y otros originales, 1961
- Necesidad de compañía, 1968
- Letras anarquistas, 2005
- Obras completas, 2 тома, 2013.